# Longitarsus velai
Longitarsus velai es una especie de insecto coleóptero de la familia Chrysomelidae. Fue descrita científicamente en 1998 por Bastazo.